# 黄任

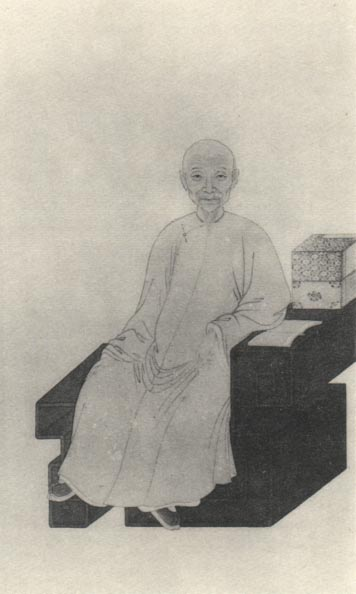
《清代学者象传》第一集之黄任像

黄任（1683年—1768年），字于莘，又字莘田，号端溪长吏，晚号十砚老人。生于永福（今福州市永泰县白云乡），少年随父黄湛至省城赴任而迁居福州城内光禄坊早题巷（即许友之墨庵）。许友外孙。黄任幼时向许遇学诗，又学书于林佶，后得汪士鋐笔法而书益工。
清康熙四十一年（1702）中举。后七次进京会试，均不第。往返京闽，流寓吴、越，学诗于王士禛，与名士顾侠君、汤西涯、姜宸英交游唱和，博采众长，诗益精进。后得病回乡。雍正二年（1724）往北京参加知县考选，成绩优等，授广东四会县令。
然为官清正，秉性耿直，在任期间不善逢迎权贵，无俗吏态，为上官所不喜。终于触怒上司，劾其纵情诗酒不治事。遂拂袖罢官，归居福州光禄坊早题巷许友墨庵旧址，改名“香草斋”。斋中藏书甚多，更有名砚十方，故名斋为“十砚斋”，自号“十砚老人”“十砚叟”。
黄任寿高，历康熙、雍正、乾隆三朝，一生作诗以千首计，现存900多首，其中七绝就有600多首，而且成就颇高。著有《秋江集》、《香草斋诗钞》、《消夏录》等，其诗名闻八闽，流誉全国，《香草笺》流布台湾，家弦户诵，对台湾诗坛影响颇大。
乾隆二十二年(1757)，黄任受聘助修《福州府志》。又受鼓山涌泉寺僧委托，主修《鼓山志》。乾隆二十六年(1761)，应泉州知府怀荫布邀请纂修《泉州府志》，未成因丁内艰归里，由曾任贵州知府的郭赓武续成。

## 评价
- 袁枚《随园诗话》卷九：“诗有音节，清脆如雪竹、冰丝，非人间凡响，皆有天性使然，非关学问。在唐则青莲一人，而温飞卿继之，宋有杨诚斋，元有萨天锡，明有高青邱，本朝继之者，其惟黄莘田乎！”

- 徐祚永《闽游诗话》：“闽中近时诗，当以莘田先生为冠。先生诗各体俱工，而七言绝句尤为擅长，清丽芊绵，直入中唐之室。”